# Drum național 39B
Der Drum național 39B (rumänisch für „Nationalstraße 39B“, kurz DN39B) ist eine Hauptstraße in Rumänien, die den Drum național 39 mit den Badeorten Olimp und Neptun an der Schwarzmeerküste verbindet.

## Verlauf
Die Straße beginnt am Drum național 39 (Europastraße 87) und führt südlich des Limanul Tatlageac (Tatlageac-See) vorbei nach Olimp. Danach führt sie nach Neptun und endet nach 4,6 Kilometern am Drum național 39C.